# Atletiek op de Olympische Zomerspelen 1908 – marathon mannen
De marathon voor mannen op de Olympische Zomerspelen 1908 vond plaats op 24 juli 1908. De wedstrijd startte bij het Windsor Castle en finishte in het White City Stadium. Het parcours had een lengte van 42,195 km. Van de 55 gestarte marathonlopers, haalden 27 lopers de finish. 
De wedstrijd werd gewonnen door de Amerikaan Johnny Hayes in 2:55.18,4. Hij had een kleine minuut voorsprong op Charles Hefferon uit Zuid-Afrika die tweede werd in 2:56.06,0. De Italiaan Dorando Pietri kwam als eerste over de finish maar zijn prestatie werd na protest ongeldig verklaard, omdat officials hem over finish de geholpen hadden te komen. Een dag later kreeg hij uit handen van de Britse koningin Alexandra een gouden schaal voor zijn prestaties.

## Uitslag
| Rang | Atleet                 | Nat. | Tijd                |
| ---- | ---------------------- | ---- | ------------------- |
| 1    | John Hayes             | USA  | 2:55.18,4 (WR)      |
| 2    | Charles Hefferon       | RSA  | 2:56.06,0           |
| 3    | Joe Forshaw            | USA  | 2:57.10,4           |
| 4    | Roy Welton             | USA  | 2:59.44,4           |
| 5    | William Wood           | CAN  | 3:01.44,0           |
| 6    | Fred Simpson           | CAN  | 3:04.28,2           |
| 7    | Harry Lawson           | CAN  | 3:06.47,2           |
| 8    | John Svanberg          | SWE  | 3:07.50,8           |
| 9    | Lewis Tewanima         | USA  | 3:09.15,0           |
| 10   | Kalle Nieminen         | FIN  | 3:09.50,8           |
| 11   | Jack Caffery           | CAN  | 3:12.46,0           |
| 12   | Billy Clarke           | GBR  | 3:16.08,6           |
| 13   | Ernest Barnes          | GBR  | 3:17.30,8           |
| 14   | Sidney Hatch           | USA  | 3:17.52,4           |
| 15   | Fred Lord              | GBR  | 3:19.08,8           |
| 16   | William Goldsboro      | CAN  | 3:20.07,0           |
| 17   | James Beale            | GBR  | 3:20.14,0           |
| 18   | Arnošt Nejedlý         | BOH  | 3:26.26,2           |
| 19   | Georg Lind             | RUS  | 3:26.38,8           |
| 20   | Willem Wakker          | NED  | 3:28.49,0           |
| 21   | Gustaf Törnros         | SWE  | 3:30.20,8           |
| 22   | George Goulding        | CAN  | 3:33.26,4           |
| 23   | Julius Jørgensen       | DEN  | 3:47.44,0           |
| 24   | Arthur Burn            | CAN  | 3:50.17,0           |
| 25   | Emmerich Rath          | AUT  | 3:50.30,4           |
| 26   | Rudy Hansen            | DEN  | 3:53.15,0           |
| 27   | George Lister          | CAN  | 4:22.45,0           |
| —    | Dorando Pietri         | ITA  | DQ                  |
| —    | Victor Aitken          | ANZ  | DNF [21½ Eng. mijl] |
| —    | Tom Longboat           | CAN  | DNF [20 Eng. mijl]  |
| —    | Fred Appleby           | GBR  | DNF [20 Eng. mijl]  |
| —    | Jack Price             | GBR  | DNF [17½ Eng. mijl] |
| —    | Jack Tait              | CAN  | DNF [15 Eng. mijl]  |
| —    | Bertie Thompson        | GBR  | DNF [15 Eng. mijl]  |
| —    | Harry Barrett          | GBR  | DNF [12 Eng. mijl]  |
| —    | Fritz Reiser           | GER  | DNF [12 Eng. mijl]  |
| —    | Alex Duncan            | GBR  | DNF [10 Eng. mijl]  |
| —    | Umberto Blasi          | ITA  | DNF [8 Eng. mijl]   |
| —    | Thomas Jack            | GBR  | DNF [7 Eng. mijl]   |
| —    | George Blake           | ANZ  | DNF [5+ Eng. mijl]  |
| —    | Joseph Lynch           | ANZ  | DNF [5 Eng. mijl]   |
| —    | Wim Braams             | NED  | DNF [4¼ Eng. mijl]  |
| —    | Albert Wyatt           | GBR  | DNF [3 Eng. mijl]   |
| —    | François Celis         | BEL  | DNF                 |
| —    | Eddie Cotter           | CAN  | DNF                 |
| —    | Fred Noseworthy        | CAN  | DNF                 |
| —    | Nikolaos Kouloumberdas | GRE  | DNF                 |
| —    | Anastasios Koutoulakis | GRE  | DNF                 |
| —    | George Buff            | NED  | DNF                 |
| —    | Arie Vosbergen         | NED  | DNF                 |
| —    | James Mitchell Baker   | RSA  | DNF                 |
| —    | Johan Lindqvist        | SWE  | DNF                 |
| —    | Seth Landqvist         | SWE  | DNF                 |
| —    | Tom Morrissey          | USA  | DNF                 |
| —    | Mike Ryan              | USA  | DNF                 |

Mannen:
1896 ·
1900 ·
1904 ·
1908 ·
1912 ·
1920 ·
1924 ·
1928 ·
1932 ·
1936 ·
1948 ·
1952 ·
1956 ·
1960 ·
1964 ·
1968 ·
1972 ·
1976 ·
1980 ·
1984 ·
1988 ·
1992 ·
1996 ·
2000 ·
2004 ·
2008 ·
2012 ·
2016

Vrouwen:
1984 ·
1988 ·
1992 ·
1996 ·
2000 ·
2004 ·
2008 ·
2012 ·
2016